# 김포운수
김포운수(金浦運輸)는 선진그룹 버스사업부문의 김포시 계열사로 본사는 대한민국 경기도 김포시 양촌읍 향동로 20에 있다.

## 연혁
- 1996년 9월 9일: 주식회사 김포운수로 설립
- 2001년 3월 28일: 본사를 경기도 김포시 사우동 875 사우프라자 5층으로 이전.
- 2004년 3월 2일: 본사를 경기도 김포시 양촌면 양곡리 815로 이전.
- 2005년 1월 1일: 사명을 주식회사 김포운수에서 김포운수 주식회사로 변경.
- 2007년 5월 1일: 인천광역시 서구 오류동 410-175에 인천지사 설치.
- 2007년 6월 5일: 인천광역시 서구 오류동 410-174에 시내버스사업부 설치.
- 2007년 11월 14일: 본사를 경기도 김포시 월곶면 갈산리 29-5로 이전.
- 2011년 11월 25일: 본사를 현 위치인 경기도 김포시 양촌읍 대포리 30으로 이전.
- 2016년 10월 15일: 굿모닝 버스 G6000번 김포 한강신도시 ~ 홍대입구역 구간 신설
- 2017년 1월 31일: 굿모닝 버스 G6001번 김포 한강신도시 ~ 여의도환승센터 구간 신설
- 2020년 3월 1일: 굿모닝 버스 G6001번이 굿모닝 버스에서 직행좌석버스(경기도 준공영제 노선)로 노선 변경 (호수마을5단지후문 ~ 당산역 구간으로 변경)
- 2020년 11월 1일: 경기도 공공버스(직행좌석) G6002번 유현마을.신동아아파트 ~ 경방타임스퀘어.신세계백화점 구간 신설
- 2020년 11월 1일: 경기도 공공버스(직행좌석) G6004번 금빛마을 ~ 가좌역,홍대입구역 구간 신설
- 2020년 12월 1일: 경기도 공공버스(직행좌석) G6005번 (대포리차고지) 홈플러스.삼림조합 ~ 서울시청 구간 신설
- 2021년 1월 1일: 6427번, 8000번 경기도 공공버스로 전환됨

## 현황
2022년 1월 기준이다.
| 운행업체        | 보유 노선수 | 보유 노선수 | 보유 노선수 | 보유 노선수 | 보유 노선수 | 등록 대수 | 등록 대수 | 등록 대수 | 등록 대수 | 등록 대수 |
| --------------- | ----------- | ----------- | ----------- | ----------- | ----------- | --------- | --------- | --------- | --------- | --------- |
| 운행업체        | 노선 합계   | 광역급행    | 직행좌석    | 일반좌석    | 시내일반    | 대수 합계 | 광역급행  | 직행좌석  | 일반좌석  | 시내일반  |
| 김포운수 (선진) | 24          | 2           | 13          | -           | 9           | 191       | 32        | 83        | -         | 76        |

## 노선 정보

### 도시형버스
- ● 60번: 검단단봉초교 - 왕길동 - 검단원흥아파트- 검단사거리역 - 검단초등학교 - 홈플러스.산림조합- 김포초교 - 사우역.김포고 - 사우고.김포시청 - 풍무역 - 고촌역 - 개화역광역환승센터(9호선) - 송정역(중) - 마곡역(중) - 발산역(중) - 등촌중학교.백석초등학교 - 등촌역(중) - 염창역(중) - 당산역(삼성래미안APT) - 영등포역(신세계백화점) (이 노선은 강화운수로부터 양도받은 노선이다.)
- ● 60-3번: 대명항 - 대곶면 - 양곡 - 구래역 - 마산역 - 장기역 - 나진교 - 사우역(김포고) - 풍무역 - 고촌역 - 개화역광역환승센터(9호선) - 송정역(중) - 발산역(중) - 등촌역(중) - 염창역(중) - 당산역 - 영등포역(신세계백화점)
- ● 69번: 유현마을 신동아아파트 - 장릉입구 - 길훈4차아파트 - 풍무역 - 고촌역 - 현대프리미엄아울렛 - 김포물류단지 - 개화역 - 송정역(중) - 발산역(중) - 하이웨이주유소 - 당산역(삼성래미안APT) - 영등포역(신세계백화점) (이 노선은 강화운수로부터 양도받은 노선이다.)(폐선)
- ● 1002번: 완정사거리 - 백석동 - 당하지구 - 원당지구 - 서구 영어마을 - 유현사거리 - 풍무역 - 장곡.고촌고등학교 - 고촌역 - 개화역광역환승센터(9호선) - 송정역 - 발산역 - 양천향교역 - 가양아파트단지 - 증미역 - 염창동 - 올림픽대로 / 노들로 - 국회의사당 - 여의도순복음교회 - 마포대교 - 마포역 - 마포대교 - 공덕역 - 충정로역(중) - 광화문역 - 시청역 - 서울시청.서소문청사 (이 노선은 김포교통에서 양도 받은 노선이다.)

### 맞춤형버스
- ● 1번: 학운공단 - 이젠 - 양촌산업단지 입구 - 검단 - 불로동 - 홈플러스.산림조합 - 산호아파트앞 - 김포초교 - 사우역.김포고
- ● 1-1번: 갈산사거리 - 애기봉입구 (주말에만 운행)
- ● 3번: 오리정 - 매수리마을9단지 - 마송 - 마송초교 - 흥신리 - 김포한강신협 - 구래역 - 힐스테이트·경남아너스빌 - 뉴고려병원 - 우미린·반도유보라 - 장기고 - 수정마을 - 전원마을1단지 - 운양고 - 샘재마을 - 걸포공원후문 - 걸포오스타3단지 - 김포우리병원 - 북변환승센터·구 터미널 - 사우역·김포고 (선진상운노선임)
- ● 3-1번: 군하리 - 갈산리마을회관 - 고양리마을회관 - 석정초교 - 송마리보건진료소 - 대명초교 - 대명항 (주말에만 운행) (선진상운 노선임)
- ● 4번: 대포리차고지 - 이젠 - 학운4산단 - 양촌산단 - 학운보건진료소 - 학운2산단
- ● 4-1번: 양곡차고지 - 현대프리미엄아울렛 (주말에만 운행)
- ● 4-2번: 양촌읍(양촌읍행정복지센터) - 학운리(학운2산업단지공원) (통학시간대 운행)
- ● 7번: 다도박물관 - 개곡리보건진료소 - 귀전공단 - 하성종점 - 마곡사거리 - 전류포구 - 봉성리 - 누산리 - 신발산교차로 - 한강한라비발디 - e편한세상.롯데캐슬정문 - 풍경마을래미안 - 운양역 - 한신더휴테라스 - 걸포공원후문 - 오스타파라곤3단지 - 김포우리병원 - 북변환승센터 - 사우역.김포고교 (평일.주말에만 운행)
- ● 7-2번: - (← 김포대입구 ← 문수산성 ← 김포대입구 ←) - 다도박물관 - 개곡리보건진료소 - 귀전공단 - 태산가족공원 - 마곡사거리 - 수참리.산림조합유통센터 - 누산삼거리 - 곡촌마을3단지 - 양곡주공7단지 - 구래역 (주말에만 운행)
- ● 8번: 모담마을 → 전원마을 → 대우푸르지오아파트 → 반도유보라2차 → 운양역 → 하늘빛마을 → 한신더휴테라스 → 한옥마을.아트빌리지 → 모담마을 (평일.주말에만 운행)
- ● 8-1번: 모담마을 - 전원마을 - 대우푸르지오아파트 - 한강로사거리 - 청송2.3단지 - 장기역 - 뉴고려병원 - 마산동행정복지센터 - 솔터고교 - 한강센트럴블루힐 - 구래리차고지 (평일에만 운행)

### 직행좌석버스
- ● 1004번: 원님마을.주공아파트 -  완정사거리 - 백석동 - 당하지구 - 원당지구 - 서구 영어마을 - 유현사거리 - 풍무역 - 고촌역 - 올림픽대로 / 노들로 - 합정역 - 홍대입구역 - 신촌역 - 이대역 - 아현역 - 충정로역 - 서대문역 - 서울역사박물관 - 광화문역 - 시청역 - 서울시청.서소문청사
- ● G6000번: 고창마을, KCC - 장기역 - 가현초등학교 - 수정마을 - 반도유보라2차 - 운양역 - 김포한강로 - 올림픽대로 - 합정역 - 홍대입구역 - 신촌오거리·현대백화점 - 서강대학교 (구 G9000번, 2016년 10월 15일 개통)
- ● G6001번: 호수마을5단지후문 - 고창마을.KCC - 장기역 - 한강센트럴자이 - 김포경찰서 - 걸포북변역 - 사우역 - 풍년마을 - 김포한강로 - 올림픽대로 - 당산역(2호선) (2020년 3월 1일 경기도 준공영제 시행에 따라 직행좌석버스 전환 및 노선 변경)
- ● G6002번: 유현마을.신동아아파트 - 당곡고개 - 양곡사거리 - 서해2차아파트 - 김포풍무푸르지오1차 - 풍무역.트레이더스 - 사우고등학교.김포시청 - 사우역.풍년마을 - 올림픽대로 - 가양역.마포중고등학교 - 강서구청사거리.서울디지털대학교 - 등촌역.강서보건소 -염창역.서울도시가스 - 당산역.삼성래미안아파트 - 영등포시장역 - 경방타임스퀘어.신세계백화점 (2020년 11월 1일 신설)
- ● G6004번: 금빛마을 - 한강센트럴블루힐.모아엘가2차 - 마산역 - 뉴고려병원 - 중흥S클래스후문 - 한강센트럴자이 - 롯데마트.캐널시티 - 수정마을.쌍용예가 - 전원마을1단지 - 모담마을 - 제2자유로(무정차) - 월드컵파크9.10.11.12단지 - DMC첨단센터 - DMC역 - 모래내시장.가좌역 - 홍대입구 (2020년 11월 1일 신설)
- ● G6005번: 감정동홈플러스.산림조합 - 한국아파트 - 산호아파트 - 걸포북변역 - 북변환승센터.구터미널 - 사우역.김포고 - 사우고교.김포시청 - 풍무역 - 고촌역 - 개화IC - 올림픽대로 - 염창JC - 노들로 - 당산역 - 여의도환승센터 - 마포대교 - 마포역 - 공덕역 → 충정로역 → 서대문역사거리 → 서울역사박물관.경희궁앞 → 광화문 → 서울시청.서소문청사 → 충정로역2호선 → 이후 역순 (2020년 12월 1일 신설)
- ● 6427번: 호수마을이편한세상.한가람우미린- 구래역 - 솔터마을 - 마산역 - 뉴고려병원 - 반도유보라.우미란 - 장기역.주공아파트 - 운양역 - 김포한강로 - 올림픽대로 - 구반포역 - 신반포역 - 고속터미널역 - 반포역 - 논현역 - 신논현역 - 강남역 (구 9502번, 이 노선은 삼화고속으로부터 양도받아 2015년 11월에 6427번으로 번호가 변경되었다. 양재역구간부터 운행하지 않는다.) (2층버스 운행) (2021년 1월 1일 공공버스 전환, 기점 변경)
- ● 8000번: 대명항 - 대곶사거리 - 양곡버스정류장 - 곡촌3단지 - 호수마을단지후문 - 모산.연운사 - 고창마을.KCC - 장기역 - 가현초등학교 - 수정마을 - 모담마을 - 김포한강로 (영등포 방향: 개화역 - 송정역 -, 양곡 방향은 올림픽대로 - 가양역 - 경유) 등촌역 - 염창역 - 당산역(삼성래미안APT) - 영등포역(신세계백화점)(구 60-1번, 양곡 방향은 강서구청사거리에서 가양역으로 거쳐서 올림픽대로로 직통하여 김포한강로로 간다.) (2021년 1월 1일 공공버스 전환, 노선 변경)
- ● 8600번: 휴먼시아9단지 - 구래역 - 솔터마을 - 마산역 - 뉴고려병원 - 반도유보라.우미린 - 장기역.김포고용복지플러스센터 - 청송마을 - 운양역 - 김포한강로 - 올림픽대로 - 당산역(2호선) - 여의도환승센터 - 마포대교 - 마포역 - 공덕역 - 광화문역 - 시청역 - 서울시청.서소문청사 (구.7000번) (간선급행버스) (2021년 2월 1일 공공버스 전환, 노선 변경)
- ● 8600A번 : 휴먼시아9단지 - 구래역 - 솔터마을 - 마산역 - 뉴고려병원 - 반도유보라.우미린 - 장기역.김포고용복지플러스센터 - 청송마을 - 운양역 - 양천향교입구 - 발산역 (2024년 3월 4일 신설예정, 평일에만 운행)
- ● 8601번: 모아엘가2차.한강센트럴블루힐 - 마산역 - 뉴려병원 - 장기고등학교 - 수정마을.쌍용예가 - 모담마을 - 김포한강로 - 올림픽대로 - 당산역(2호선) - 여의도환승센터 - 마포대교 - 마포역 - 공덕역 - 충정로역 - 광화문역 - 시청역 - 서울시청.서소문청사 (간선급행버스) (2층버스 운행) (2021년 2월 1일 공공버스 전환, 노선 변경, 8601A번과 통합, 8601A번 폐선)
- ● 9008번: 휴먼시아9단지 - 구래역 - 솔터마을 - 마산역 - 뉴고려병원 - 우미린, 반도유보라 - 장기역 - 청송마을 - 한강로사거리 - 걸포북변역 - 사우역.김포고 - 사우고등학교.김포시청 - 풍무역 - 고촌역 - 부천테크노파크 - 부천터미널 - 상동역 - 복사골문화센터 - 송내역 - 중동역 - 부천대학 - 부천소방서(구.고양교통 1004번, 구.98번)

### 국토교통부의 광역급행버스
- ● M6117번: 양곡터미널 - 구래역 - 마산역 - 뉴고려병원 - 장기역신영.주공아파트 - 반도유보라2차 - 운양역 - 김포한강로 - 올림픽대로 - 합정역 - 홍대입구역 - 현대백화점 - 신촌역 - 충정로역 - 서울역 (이 노선은 김포시를 연고로하는 인천광역시 업체인 신동아교통으로부터 양도받은 노선이다.)
- ● M6427번: 양곡터미널 - 구래역 - 마산역 - 뉴고려병원 - 장기역신영.주공아파트 - 반도유보라2차 - 운양역 - 김포한강로 - 올림픽대로 - 고속터미널역 - 반포역 - 논현역 - 신논현역 - 강남역 (준공영제 노선)

## 미운행 노선 (폐선 또는 타 회사로 이관, 형간전환 노선 포함)
마을버스
- ● 1번: 김포터미널 - 김포고 - 보건소 - 문화체육공원 - 장릉입구 - 풍무홈플러스 - 수행마을 - 양도마을 - 당곡고개 - 신동아A - 유현초등학교 (고촌교통에서 운행 중.)
- ● 1-3번: 김포터미널 - 김포우리병원 - 한전앞 - 교육청 - 등기소 - 원마트 - 장릉입구 - 수행마을 - 중앙승가대학 (고촌교통에서 운행 중.)
- ● 52번: 길훈A - 장릉 - 시청 - 여성회관 - 칠성아파트 - 김포고 - 우체국 - 한전앞 - 김포서초교 - 삼환A - 신화A - 한국A - 희영A - 구두물입구 - 신안실크밸리 (금파산업에서 운행 중.)
- ● 55번: 건영A - 삼보,진흥A - 보건소 - 청구한라A - 사우고앞 - 원마트 - 시청 - 여성회관 - 김포고 - 농장마을신안A - 김포중 - 우체국앞 - 구경찰서 - 현충탑입구 - 산호아파트앞 - 오스타파라곤 - 샘재 - 전원마을월드A - 지경 - 김포2동사무소 - 청송마을현대A - 장기지구 (선진운수에서 운행 중.)
- ● 57번: 김포터미널 - 걸포동 - 샘재 - 일성트루웰 - 지경 - 대촌 - 재촌 - 장기동 - 운양동 - 걸포동 - 걸포중앙공원 - 김포터미널 (금파산업에서 운행 중.)

도시형버스
- ● 김포공영버스: 양곡 7단지를 기점으로 하여 학운5리, 쇄암리 일대를 운행하는 공영버스 노선이다. (2022년 1월 6일 마을버스로 전환 후 서정마을버스로 이관)
- ● 9번: 검단 - 불로동 - 홈플러스 김포점 - 김포한전 - 김포고등학교 - 장곡 - 고촌 - 개화역 - 송정역 (2009년 10월에 60번에 통폐합. 이 노선은 선진상운로부터 양도받은 노선이다.)
- ● 9-1번: 김포이젠 - 양촌산업단지 입구 - 검단 - 불로동 - 홈플러스 김포점 - 북변아파트단지 - 김포한전 - 김포고등학교 - 장곡 - 고촌 - 개화역 - 송정역 (이 노선은 선진상운로부터 양도받은 노선이다. 운행 중지.)
- ● 53번: 김포버스터미널 - 김포경찰서 - 구두물 - 외옹주물 - 고창초등학교 - 장기중학교 - 석모리 (방계회사 선진버스로 노선 이관.)
- ● 60-1번: 양곡지구 - 장기지구 - 수정마을 - (우회도로) - 장곡 - 고촌 - 개화역 - 송정역 - 발산역 - 하이웨이주유소 - 강서보건소 - 등촌역 - 염창역 - 당산역 - 영등포역 (구 631번, 8000번으로 전환)
- ● 60-2번: 대명항 - 대곶면 - 양곡 - 누산리 - 지경 - 나진교 - 김포한전 - 김포고등학교 - 장곡 - 고촌 - 개화역 - 송정역 (방계회사 강화교통으로 노선이 이관되면서 초지대교를 건너 강화군 길상면 온수리까지 연장 운행중.)
- ● 66번: 검단 - 당하동 - 백석동 - 검암역 - 공촌동 - 계산역 - 신대진아파트 - 상야동 - 하야동 - 개화역 - 송정역 (기존에도 강화운수에서 운행한 노선이었으나, 이 노선의 모태는 원래 서울시 면허 공항버스 63-1번 좌석버스로 인천광역시 계산동 지역 승객들로 오랜 기간 운행했으며 및 300번 신설 이전에는 상야동, 하야동 경유 국도로 운행하는 유일한 노선이었다. 그러나 강인여객 300번 개통에 63-1번 좌석버스 노선이 당산역 변경으로 승객이 감소되자 이 노선은 결국 2002년 7월 경기도 업체인 성민버스 (현 도원교통)로 넘어가면서 운행하다가 2002년 12월 김포운수 66번 변경되어 노선이 영등포역까지 단축되었다. 그러나 현재 66번마저 송정역까지 추가 단축되었다. 그리고 2010년 9월 방계회사인 신동아교통으로 매각되었다.)
- ● 67번: 유현마을 신동아아파트 - 길훈4차아파트 - 장곡 - 고촌 - 개화역 - 송정역 - 발산역 - 하이웨이주유소 - 강서보건소 - 등촌역 - 염창역 - 당산역 - 영등포역
- ● 68번: 홈플러스 김포점 - 북변동 - 김포한전 - 김포고등학교 - 장곡 - 고촌 - 개화역 - 송정역
- ● 80번: 오류동 신동아아파트 - 유현사거리 - 길훈4차아파트 - 장곡 - 고촌 - 개화역 - 송정역
- ● 81번: 뉴고려병원 - 장기지구 - 지경 - 나진교 - 북변동 - 김포고등학교 - 길훈4차 - 수행마을 - 풍무동 - 유현사거리 - 장기동 - 계양역 - 귤현역 - 킹스빌타운 - 박촌역 - 임학역 - 계산역 - 계산삼거리 - 경인교대입구역 - 작전역 - 갈산역 - 한국GM - 부평구청역 - 부평시장역 - 동아아파트 - 부원중학교 - 부평역 - 국민은행앞 (원래 좌석버스로 인천터미널까지 운행한 적도 있었다. 현재는 방계회사 선진버스로 노선 이관.)
- ● 83번: 김포고등학교 - 김포 한전 - 지경 - 누산리 - 양곡 - 대능리 - 학운리 (방계회사 선진버스로 노선 이관.)
- ● 84번: 마전지구 - 불로동 - 홈플러스 김포점 - 김포 한전 - 김포고등학교 - 사우지구 - 김포보건소 (방계회사 선진버스로 노선 이관.)
- ● 86번: 누산리 - 양곡 - 구래리 - 유현1리 - 학운2리 - 양촌산업단지 - 향동 (방계회사 선진버스로 노선 이관.)
- ● 98번: 장기지구 - 청송마을 - 김포고등학교 - 고촌 - 평교다리 - 상야동 - 부천테크노파크 - 부천터미널 소풍 - 복사골문화센터 - 송내역 - 상동시장 - 부천대학 (구 고양교통 1004번, 2009년 9월에 도시형버스 98번으로 형간전환하였고, 같은 해 11월에 김포운수로 이관되었다. 2011년 11월에 9008번으로 전환하면서 서울외곽순환고속도로로 변경하였다.)
- ● 101번: 김포보건소 → 김포고등학교 → 누산리 → 수참 → 하성 → 개곡리 → 갈산리 → 석정리 → 대명항 → 대곶면 → 양곡 → 장기지구 → 김포고 → 김포보건소 (방계회사 선진버스로 노선 이관.)
- ● 102번: 김포보건소 → 김포고등학교 → 누산리 → 양곡 → 대곶면 → 대명항 → 석정리 → 갈산리 → 개곡리 → 하성 → 수참 → 장기지구 → 김포고등학교 → 김포보건소 (방계회사 선진버스로 노선 이관.)
- ● 605번: 대명항 - 대곶면 - 양곡 - 장기지구 - 청송마을 - 일산대교 - 킨텍스 - 대화역
- ● 631번: 장기지구 - 지경 - 나진교 - 김포한전 - 김포고등학교 - 장곡 - 고촌 - 개화역 - 송정역 - 발산역 - 하이웨이주유소 - 강서보건소 - 등촌역 - 염창역 - 당산역 - 영등포역 (2004년 6월에 개통하였으며, 원래 좌석버스로 대명항까지 운행하였다가, 2008년 7월에 도시형버스로 형간전환하였고, 2008년 11월에 간선급행버스 7000번 개통과 동시에 장기지구 기점이었던 60-3번과 기점을 맞바꾸면서 장기지구로 단축하였다. 그러다가 2010년 9월에 여의도-서울시청 구간을 폐지하고, 영등포역으로 단축하였으며, 2012년 5월에 60-1번으로 번호 변경하고, 양곡지구와 김포이젠으로 연장하였다. 2013년 1월에 48번 국도 우회도로로 변경하였다.)
- ● 841번: 귤현현대아파트 - 귤현역 - 계양역 - 신동아파트 - 오류동마을 - 유현사거리 - 원당사거리 - 검단지구 - 불로지구 - 김포고등학교 (방계회사 선진버스로 노선 이관.)
- ● 841-1번: 검단1동주민센터 - 마전초등학교 - 동아아파트 - 청마마을 - 원당사거리 - 유현마을 - 사우고.김포시청 - 김포고등학교 - 나진교 - 풍경마을 - 하늘빛마을 (방계회사 선진버스로 노선 이관 현재 운행 중지.)

일반좌석버스
- ● 6번: 대명항 - 대곶면 - 양곡 - 누산리 - 지경 - 나진교 - 김포한전 - 김포고등학교 - 장곡 - 고촌 - 개화역 - 송정역 - 발산역 - 하이웨이주유소 - 강서보건소 - 등촌역 - 염창역 - 당산역 - 영등포역 (1대로 운행하였으며, 2010년에 60-3번에 통폐합. 이 노선은 강화운수로부터 양도받은 노선이다.)
- ● 7번: 대명항 - 대곶면 - 양곡 - 장기지구 - 지경 - 나진교 - 김포한전 - 김포고등학교 - 장곡 - 고촌 - 개화역 - 송정역 - 발산역 - 하이웨이주유소 - 강서보건소 - 등촌역 - 염창역 - 당산역 - 영등포역 (2008년 7월에 631번에 통폐합하면서 631번은 도시형버스로 형간전환. 이 노선은 강화운수로부터 양도받은 노선이다.)

직행좌석버스
- ● 3100번: 양곡터미널 ↔ 양곡주공7단지 ↔ 신양초등학교 ↔ 한가람마을 ↔ 복합환승센터 ↔ 솔터마을 ↔ 은여울마을 ↔고창마을.KCC ↔ 청송2.3단지 ↔ 전원, 수정마을 ↔ 북변환승센터 ↔ 김포고 ↔ 고촌 ↔ 올림픽대교 ↔ 양화대교 ↔ 합정역 ↔ 홍대입구역 ↔ 동교동삼거리 ↔ 현대백화점 신촌점 (가변차로) ↔ 지하 신촌역 ↔ 신촌기차역 (2014년 7월 16일부로 폐선,이 노선은 강화운수로부터 양도받은 노선이다.) (방계회사인 선진시내버스와 관련이 없다. 추후 강화운수 2000번으로 2016-10-05일부로 운행)
- ● 7000번: 뉴고려병원 - 장기지구 - 초당마을 - 청송마을 - 북변터미널 - 김포고등학교 - 고촌 - 올림픽대로 - 당산역 - 여의도 버스 환승센터 - 마포대교 - 마포역 - 광화문역 - 시청역 (직행좌석버스, 현재 8600번으로 운행 중.)
- ● 9004번: 대명항 - 양곡 - 전원마을 - 김포고등학교 - 개화역 - 송정역 - 강서보건소 - 등촌역 - 염창역 - 당산역 (구 9000번· 9100번, 2012년 5월 폐선)

## 보유 차종
현대자동차
- 현대 카운티
- 현대 그린시티
- 현대 뉴 슈퍼 에어로시티
- 현대 유니시티[2]
- 현대 뉴 프리미엄 유니버스 스페이스 럭셔리
- 현대 뉴 프리미엄 유니버스 럭셔리
- 현대 뉴 프리미엄 유니버스 프라임
- 현대 일렉시티
- 현대 일렉시티 더블데커

중통버스
- 중통 아데오나 EV

스카이웰
- 스카이웰 리오네 EV

볼보버스
- 볼보 B8RLE

MAN
- MAN 라이온스 시티
- MAN 라이온스 더블데커

## 갤러리

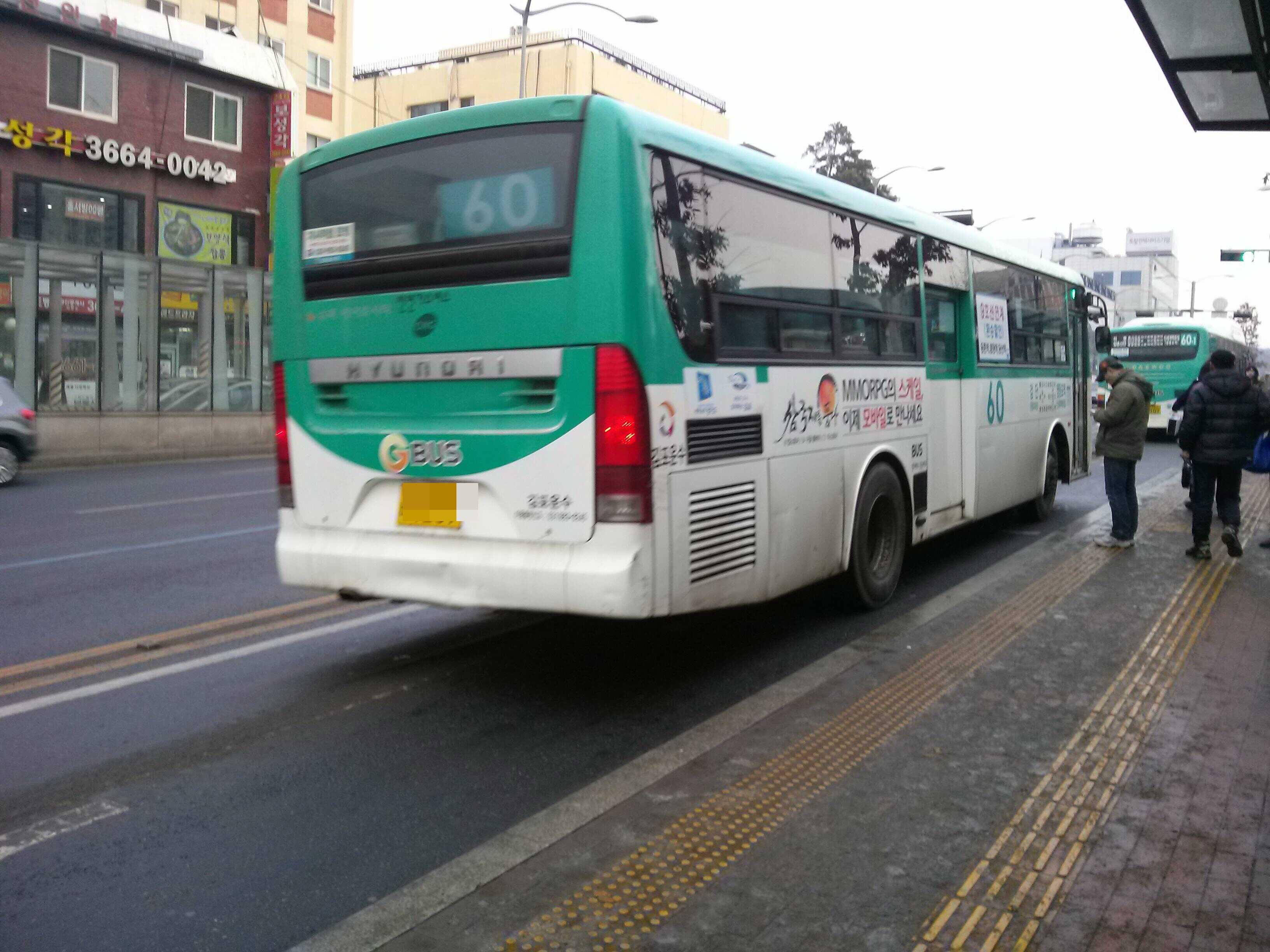
김포시내버스 60번
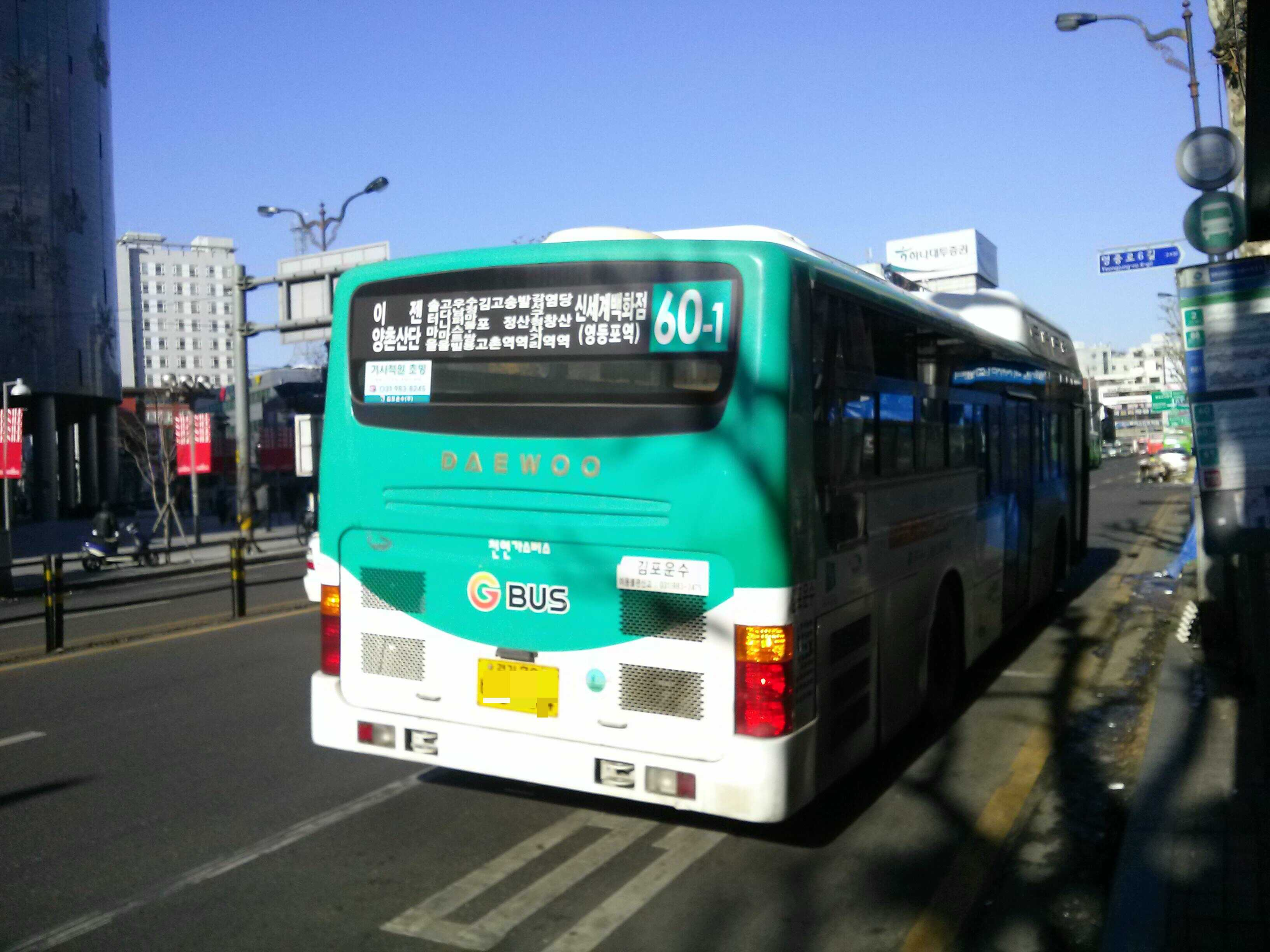
김포시내버스 구 60-1번(현.8000번)
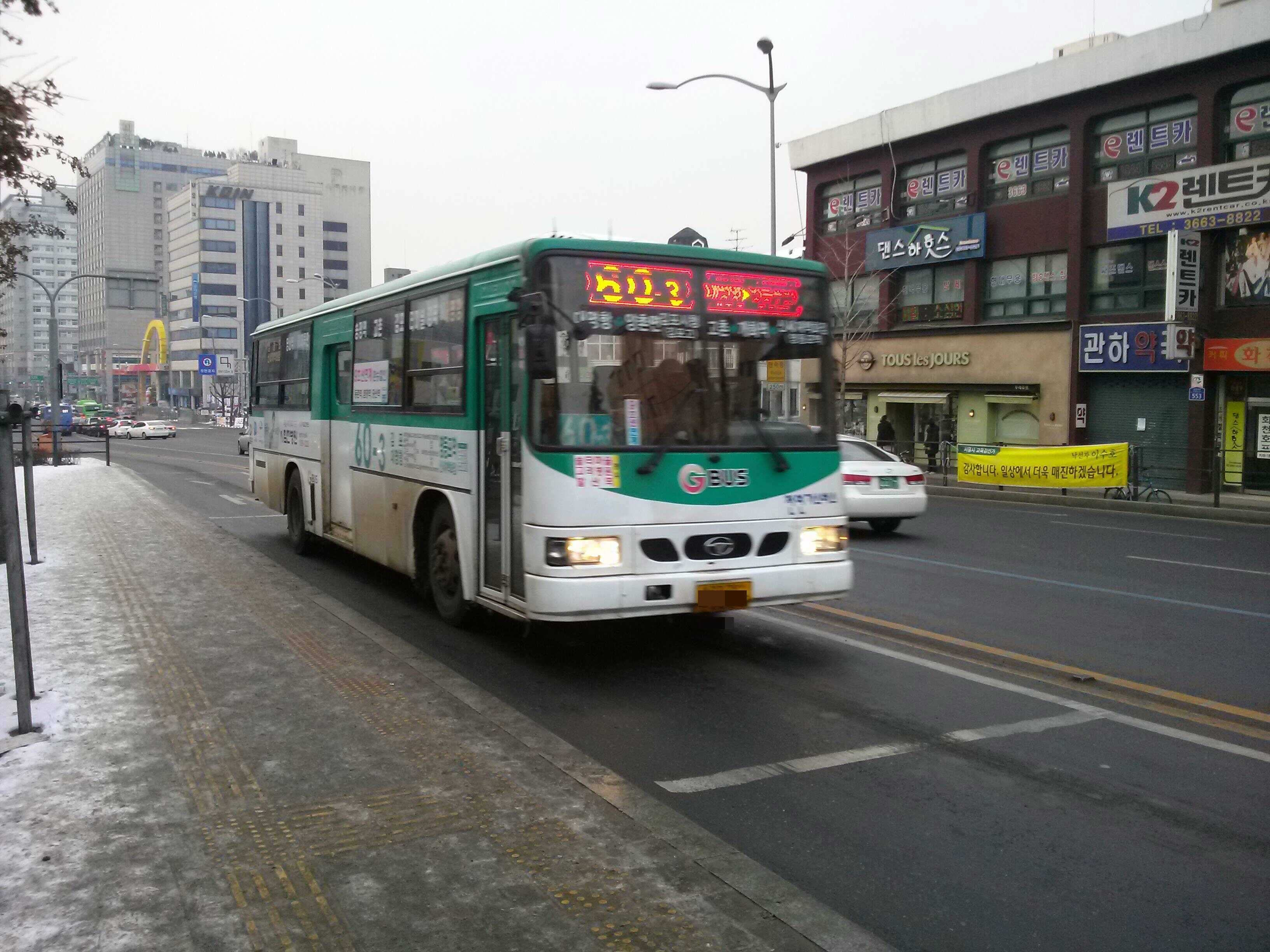
김포시내버스 60-3번
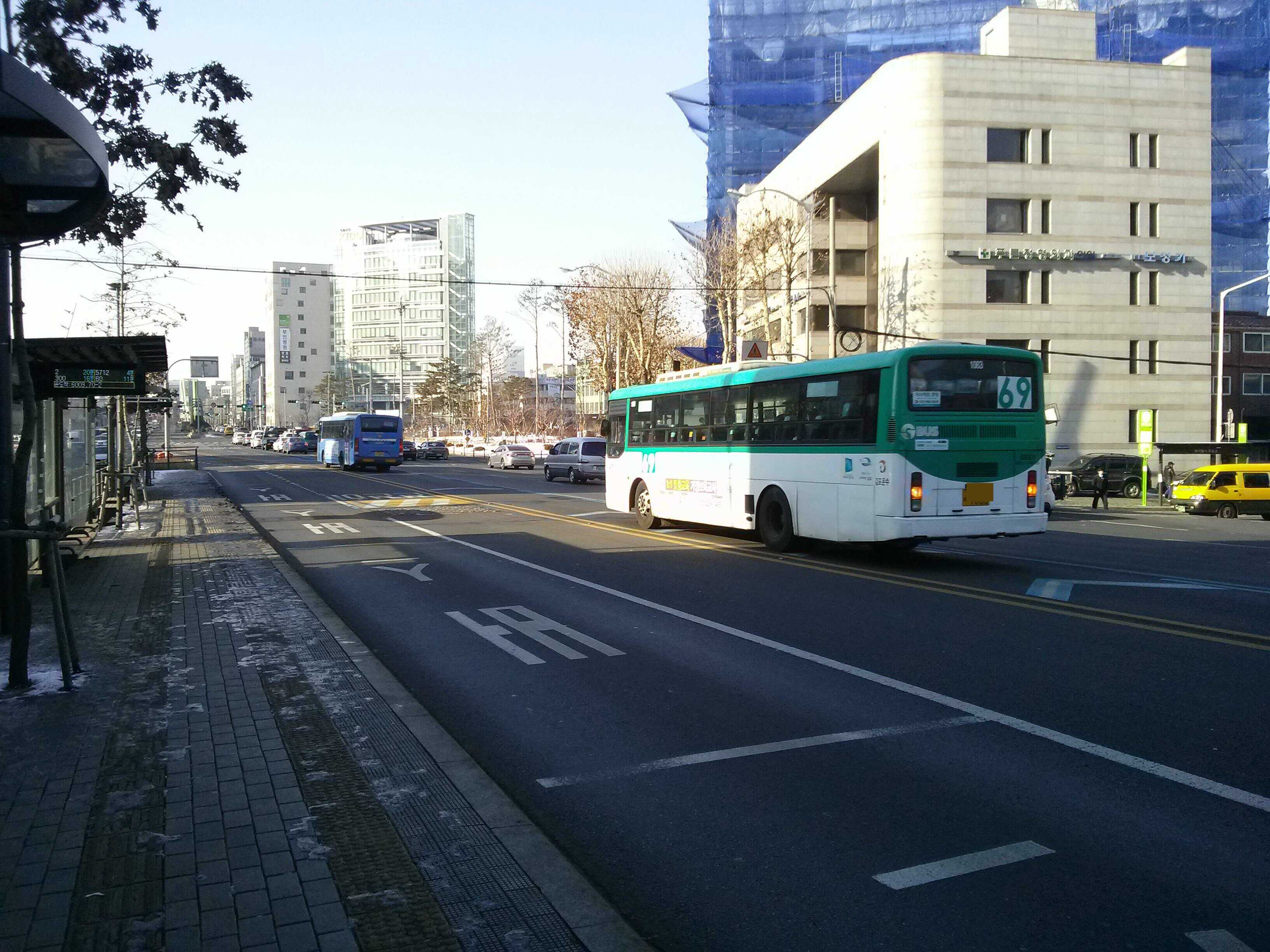
김포시내버스 69번
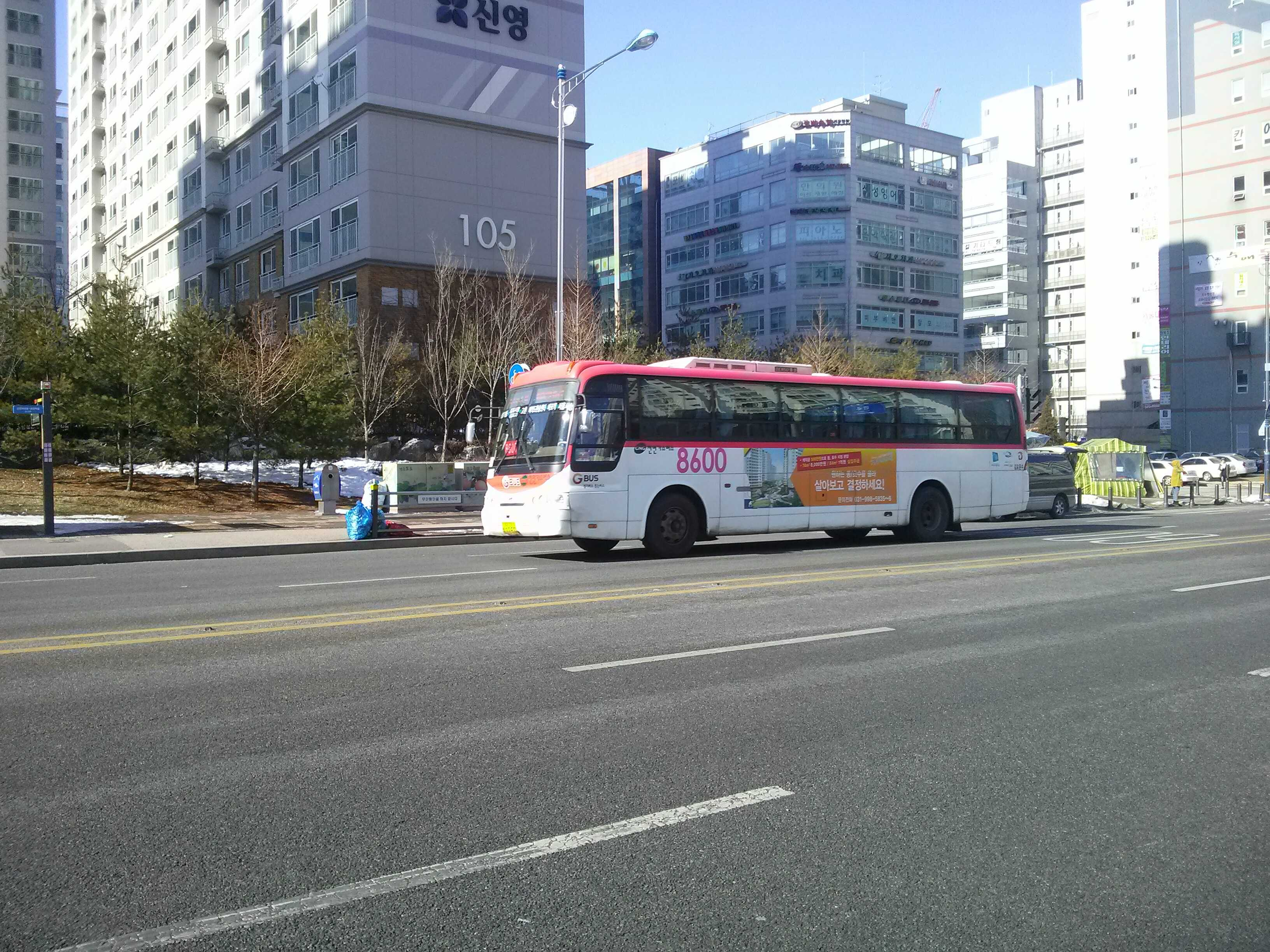
김포시내버스 8600번
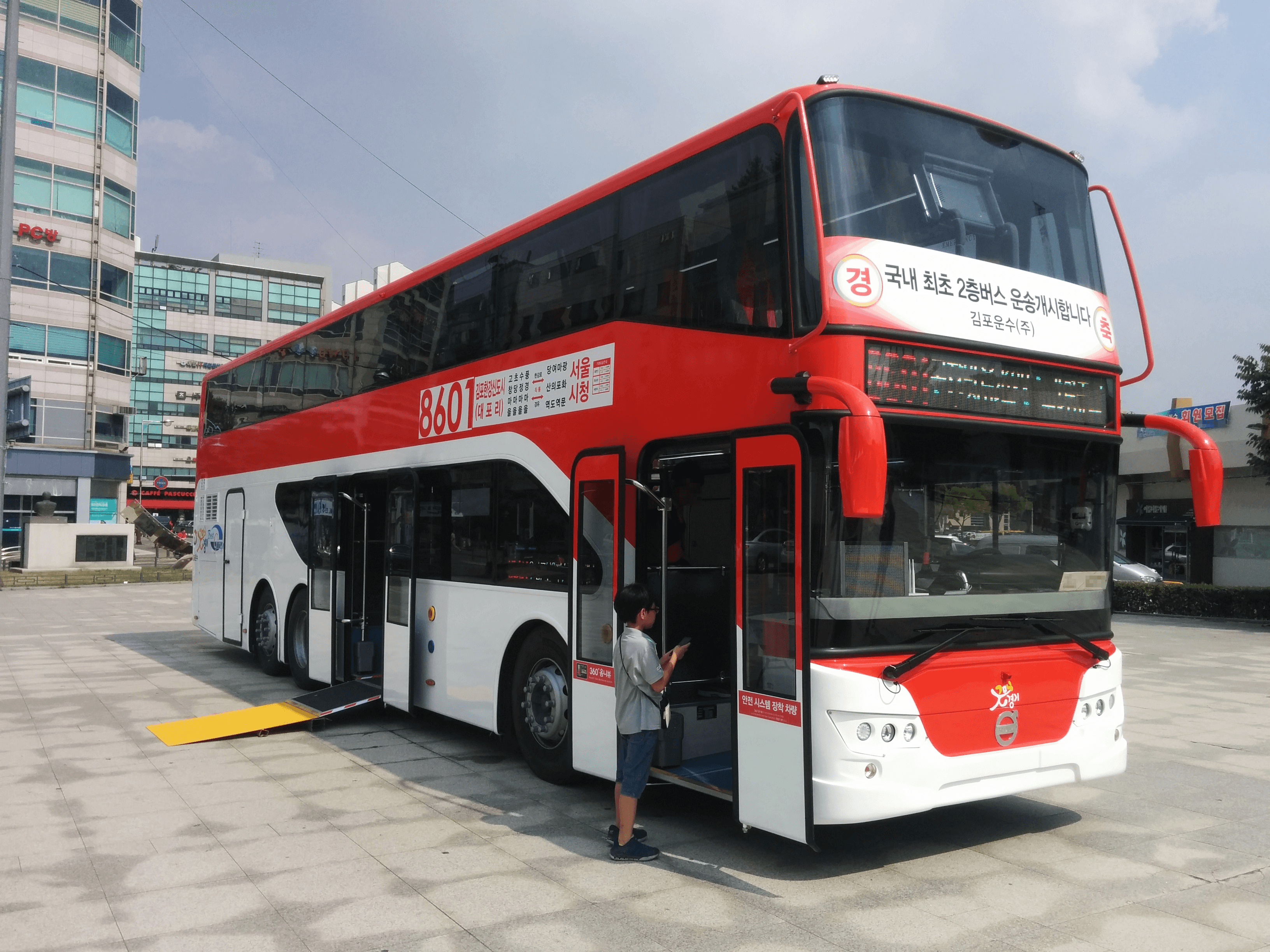
김포시내버스 8601번 2층 버스
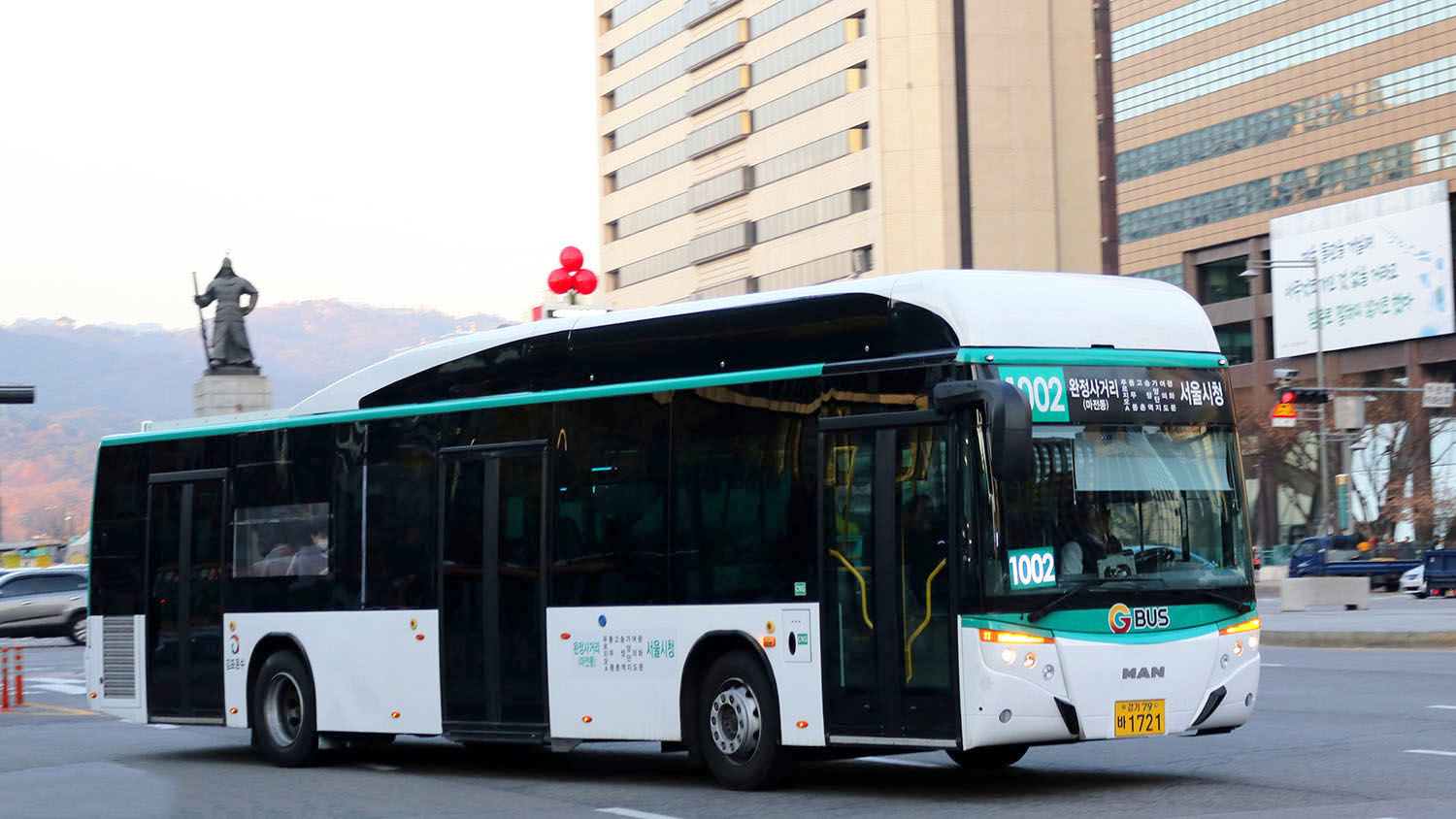
김포시내버스 1002번
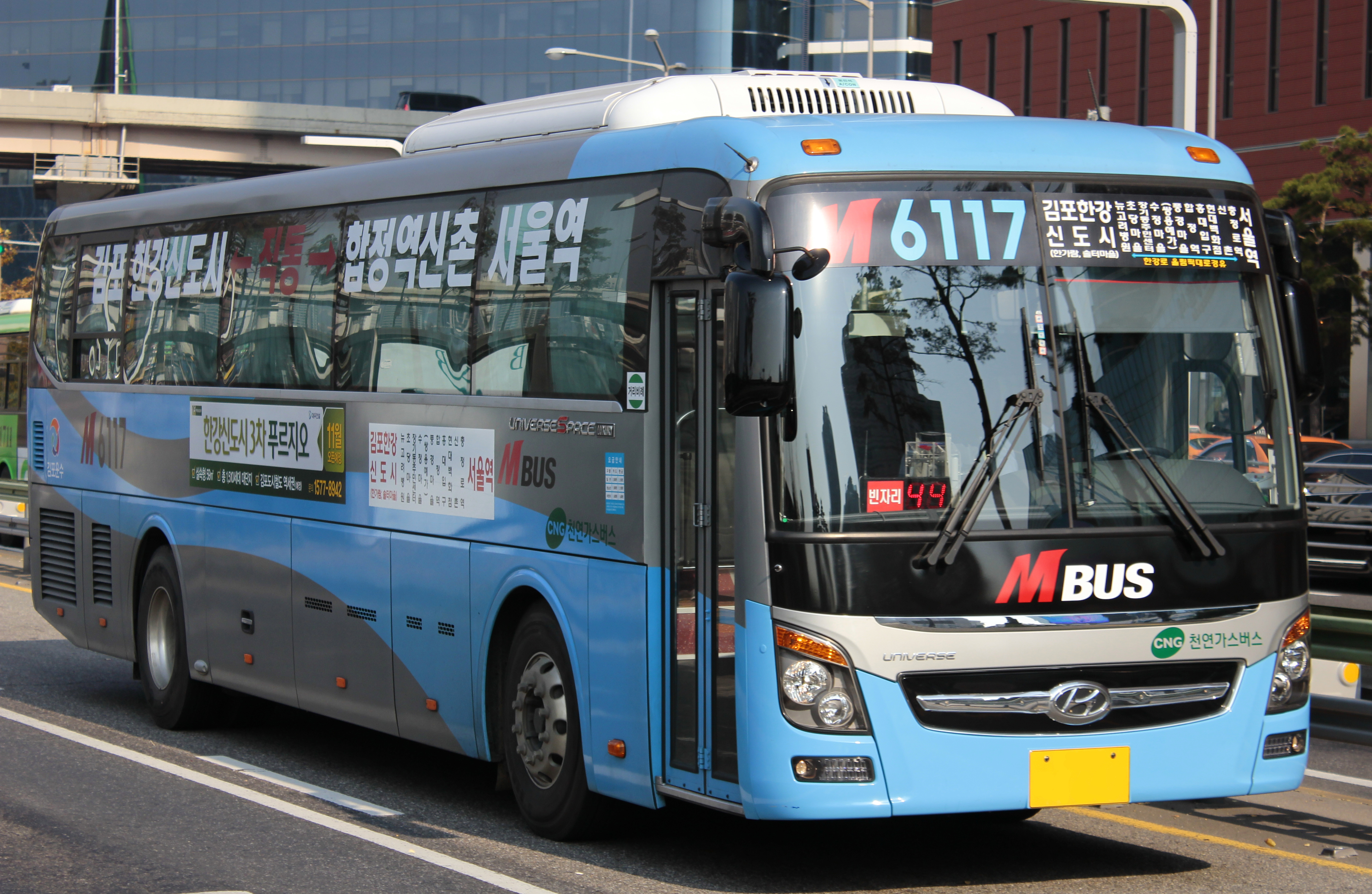
국토해양부 광역급행버스 M6117번
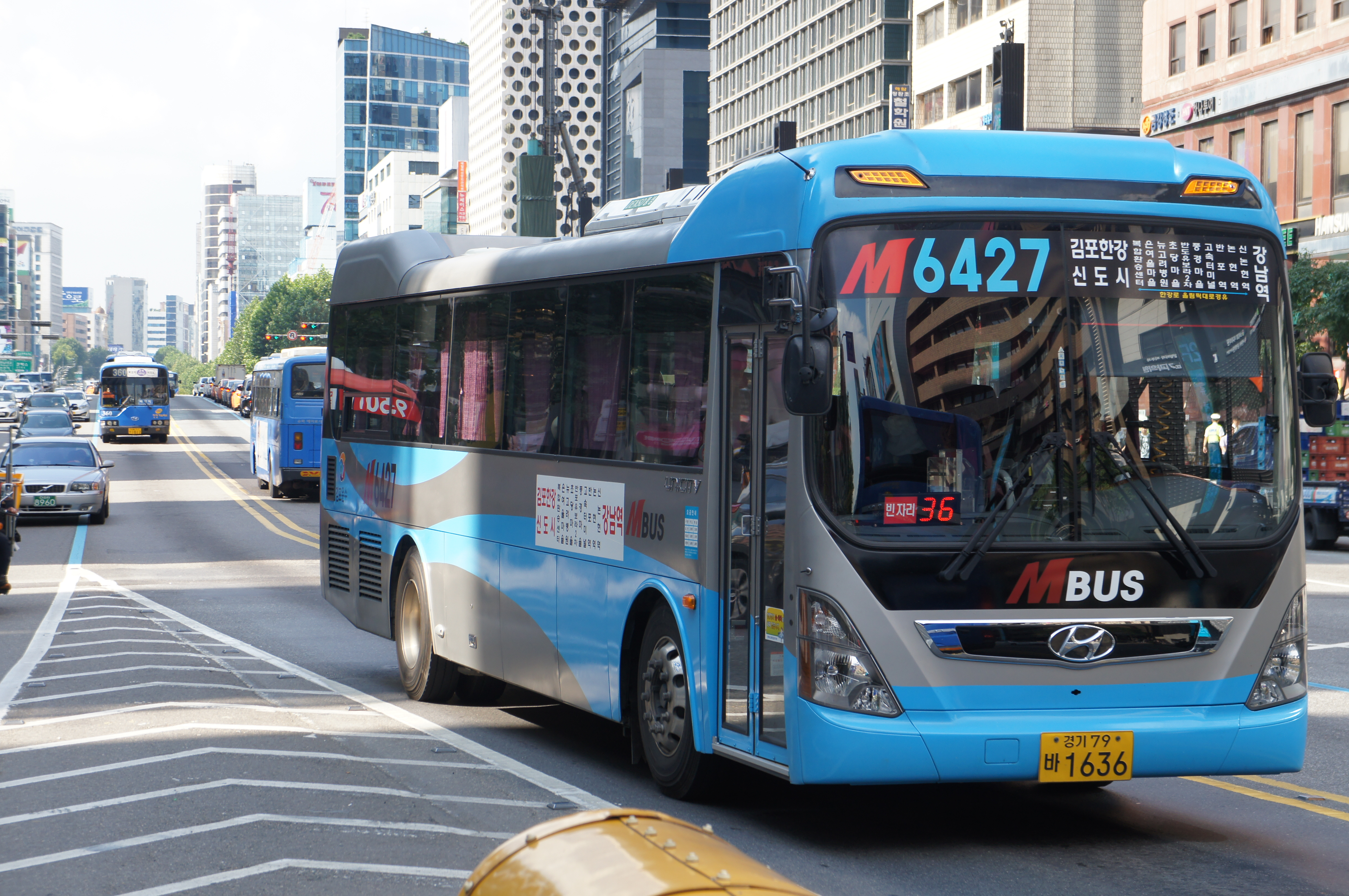
국토해양부 광역급행버스 M6427번
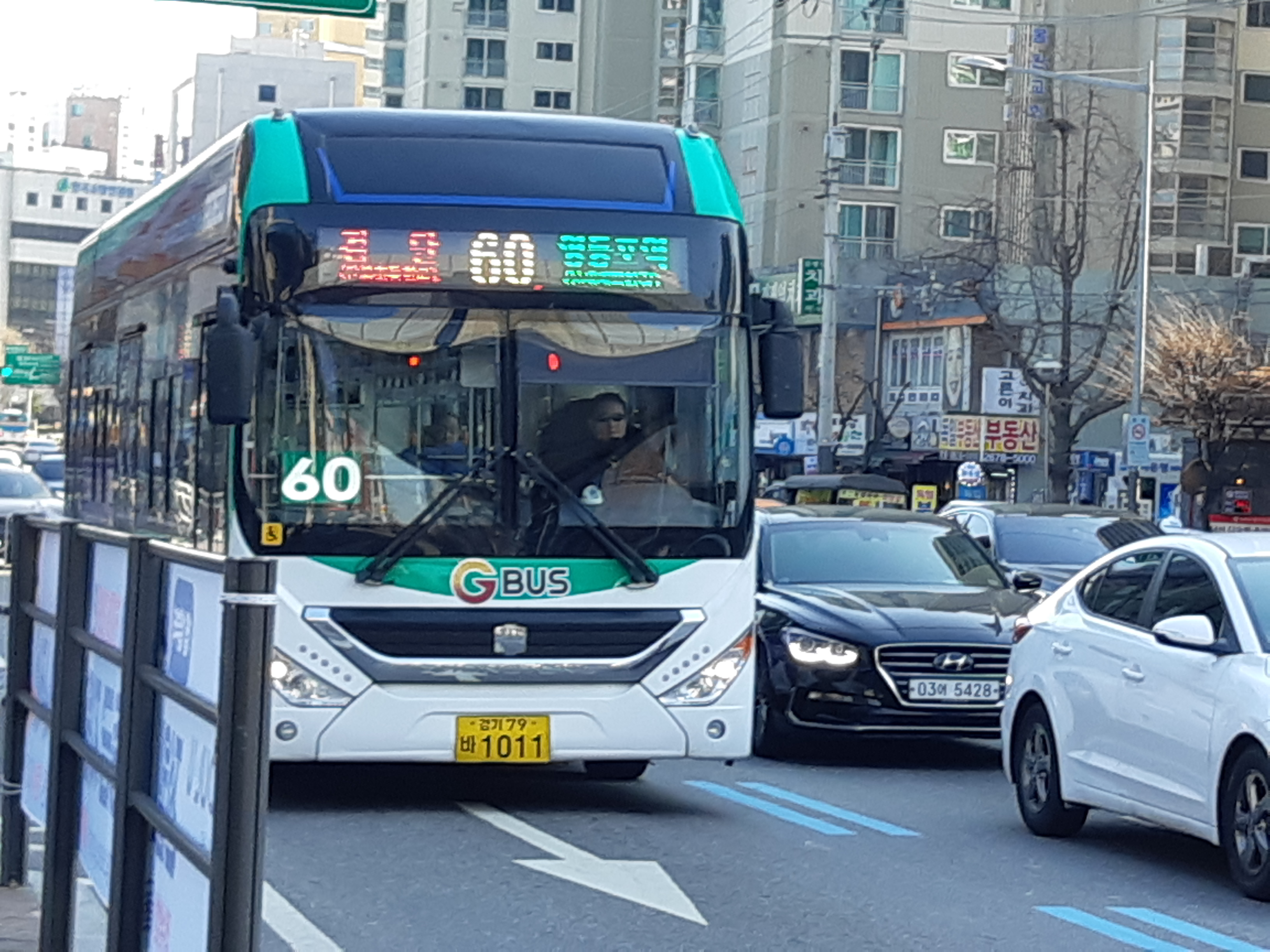
김포시내버스 60번
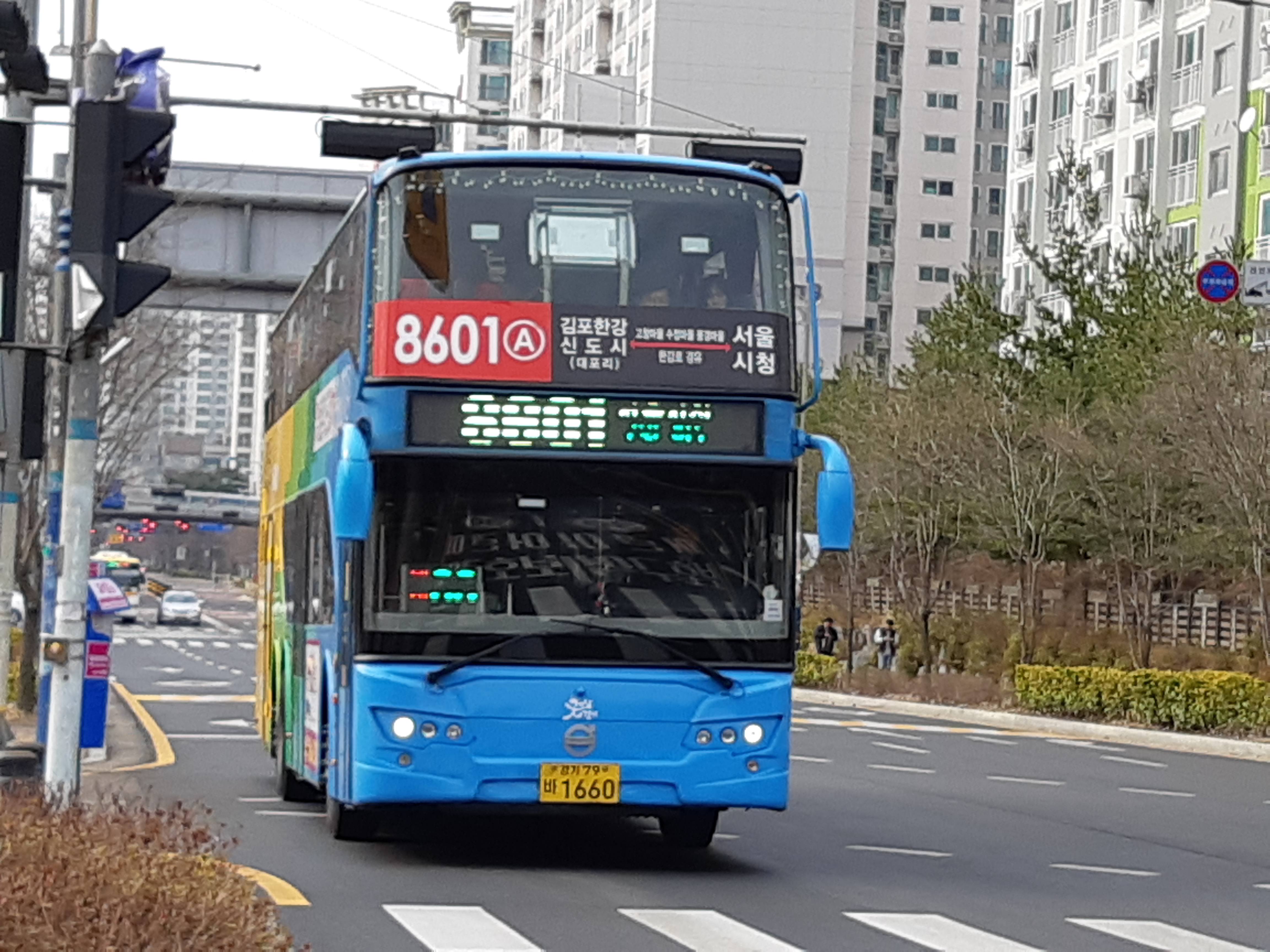
구 김포시내버스 8601A번
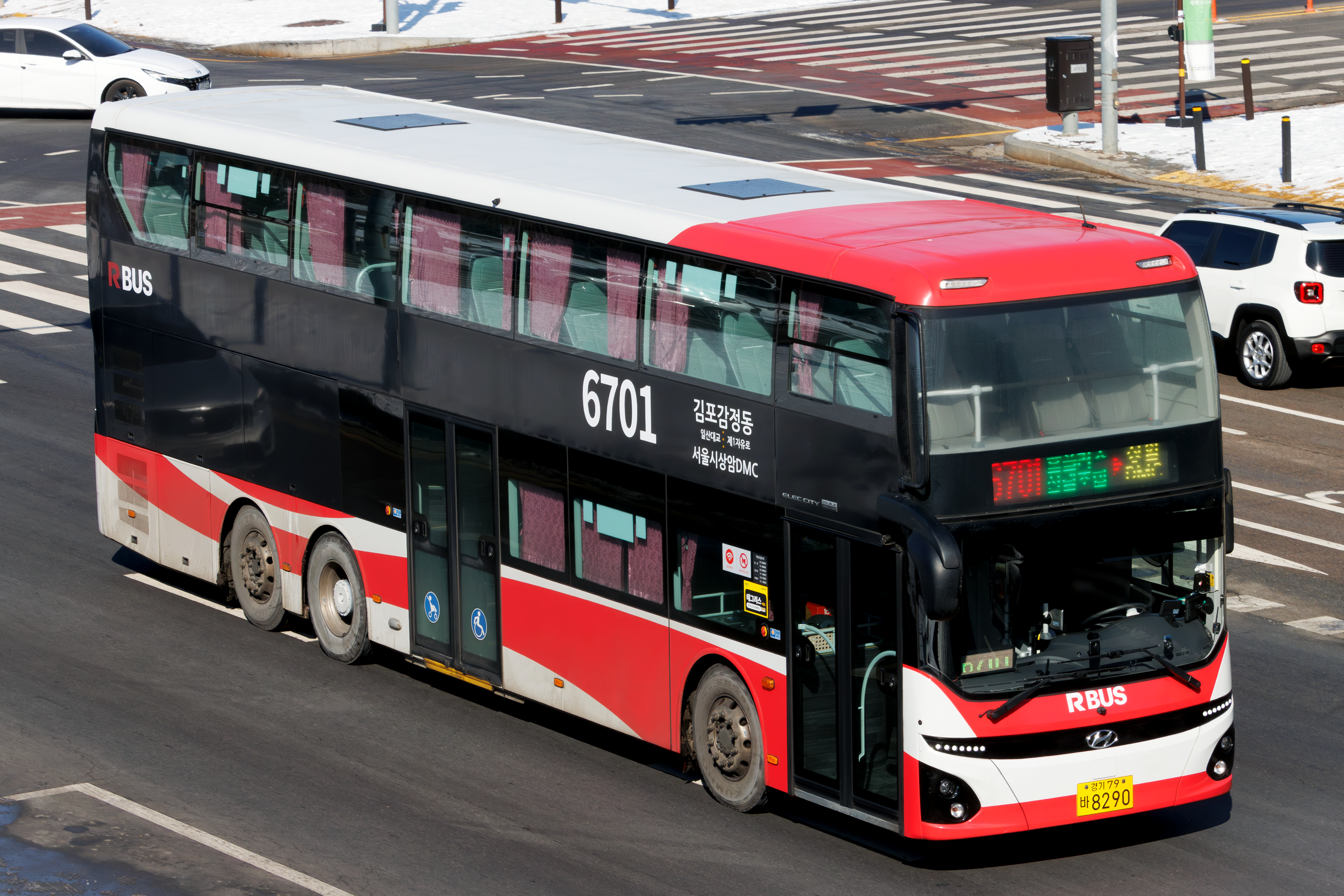
김포시내버스 6701번